# Никич, Ненад
Не́над Никич (босн. Nenad Nikić; род. 8 июля 2001 года, Биелина, БиГ) — боснийский футболист, защитник клуба «Тузла Сити».

## Клубная карьера
Воспитанник боснийского клуба «Радник (Биелина)». Выступал за юношеские команды, 7 августа 2022 года дебютировал за «Радник (Биелина)» в матче Премьер-лиги против «Железничар». 29 августа 2022 года перешёл в сербский «Вождовац». 9 октября дебютировал в стартовом составе против «Партизана». Выступал за юношеские сборные Боснии и Герцоговины до 16, 21 года.